# Joachim Karnatz

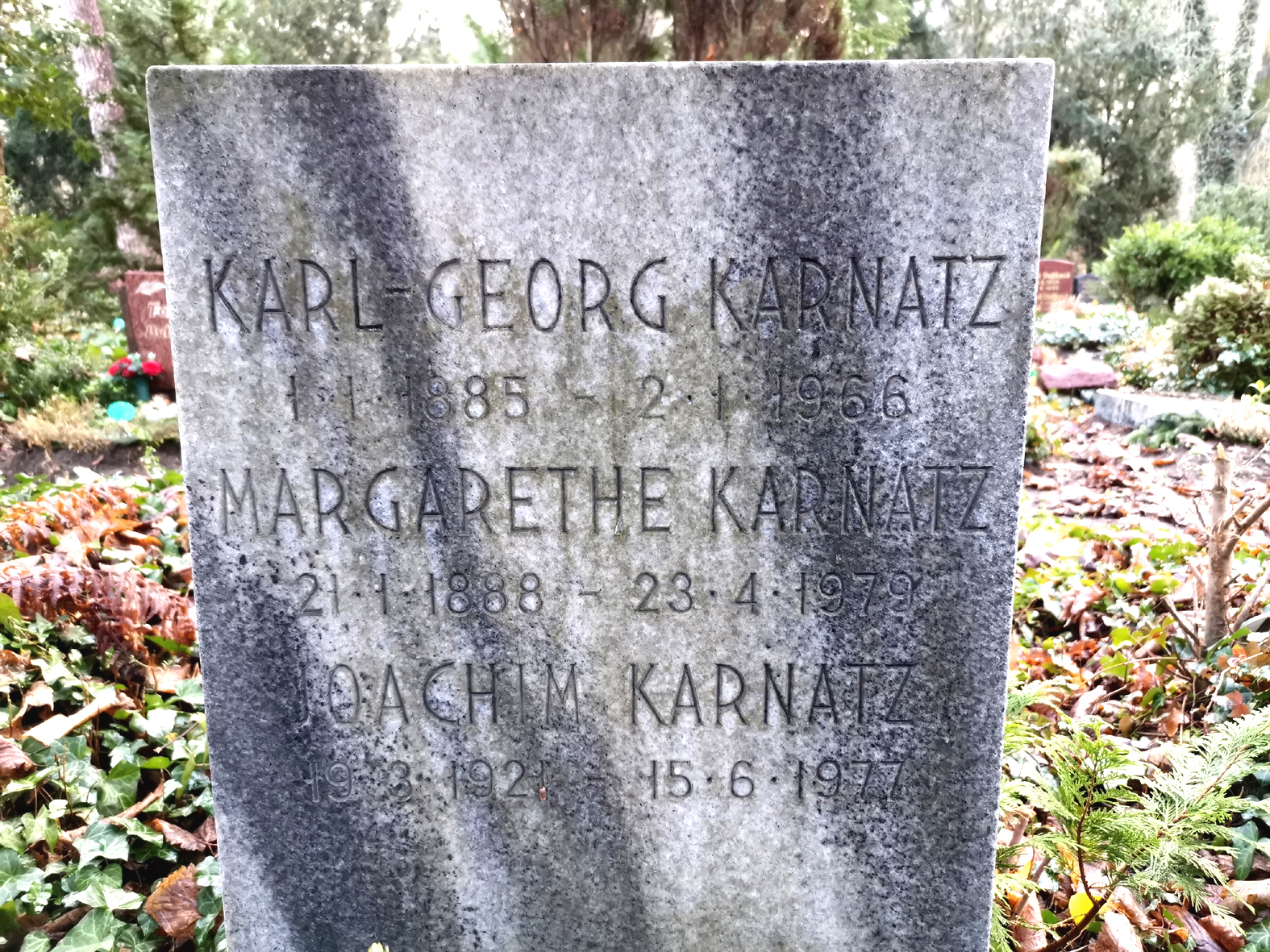
Grabstelle auf dem Friedhof Heerstraße in Berlin-Westend, Feld II UR

Joachim Karnatz (* 19. März 1921 in Berlin; † 15. Februar 1977 ebenda) war ein deutscher Politiker (SPD).
Karnatz machte zunächst eine kaufmännische Lehre, wurde aber 1941 in die Wehrmacht eingezogen. Nach seiner schweren Verwundung wurde er 1944 aus dem Militärdienst entlassen und arbeitete bis zum Ende des Zweiten Weltkriegs als Kaufmann.
1947 trat Karnatz der SPD bei und studierte an der Deutschen Hochschule für Politik, die er 1951 als Diplom-Politologe abschloss. 1951 wurde er in die Bezirksverordnetenversammlung des Bezirks Schöneberg gewählt, bereits im folgenden Jahr wurde Karnatz als Bezirksstadtrat für Finanzen im Bezirk Tiergarten gewählt. Bei der Wahl zum Abgeordnetenhaus von Berlin 1954 wurde er zwar gewählt, schied aber nach einigen Wochen aus, ebenso wie auch bei der Berliner Wahl 1958, in beiden Fällen wegen seiner Tätigkeit im Bezirksamt.
Da der vorherige Bezirksbürgermeister Willi Meseck 1960 pensioniert wurde, wurde Karnatz als Bezirksbürgermeister von Berlin-Tiergarten gewählt. 1975 schied er nach 15 Jahren als Bürgermeister aus, sein Nachfolger wurde Gottfried Wurche.

## Ehrung
Am 7. September 1999 wurde die Joachim-Karnatz-Allee im Rahmen der Bebauung des Moabiter Werders nach ihm benannt.